# Idioma konomala
Konomala es una lengua oceánica hablada en Nueva Irlanda en Papúa Nueva Guinea. Gran parte de la población se ha trasladado a Siar-Lak.